# Вороновка (Липецька область)
Вороновка (рос. Вороновка) — присілок у Долгоруковському районі Липецької області Російської Федерації.
Населення становить 17  осіб. Належить до муніципального утворення Жерновська сільрада.

## Історія
З 13 червня 1934 до 6 січня 1954 року у складі Воронезької області. Відтак входить до складу Липецької області.
Згідно із законом від 2 липня 2004 року №114-оз органом місцевого самоврядування є Жерновська сільрада.

## Населення
| 1932 | 2010 |
| ---- | ---- |
| 389  | ↘17  |